# Paula Badosa
Paula Badosa Gibert (* 15. November 1997 in Manhattan, New York, Vereinigte Staaten) ist eine spanische Tennisspielerin.

## Leben
Badosa Gibert wurde in New York geboren, wo ihre Eltern in der Modebranche arbeiteten. Als sie sieben Jahre alt war, kehrte die Familie zurück nach Spanien. Sie lebt in Barcelona.
Im Juni 2023 wurde bekannt, dass der Tennisspieler Stefanos Tsitsipas Badosas Partner ist. Im Mai 2024 gab Badosa die Trennung bekannt und zwei Wochen später ein Comeback.

## Karriere
Badosa Gibert begann mit sieben Jahren mit dem Tennisspielen, ihr bevorzugter Belag ist der Hartplatz.
Die Spanierin gehörte bei den Juniorinnen zu den besten ihrer Altersklasse und gewann 2015 im Endspiel gegen Anna Kalinskaja die Juniorinnenkonkurrenz bei den French Open, ohne im Turnierverlauf einen Satz abgegeben zu haben. Zu diesem Zeitpunkt konnte sie bereits auf eine mehrjährige Erfahrung als Profispielerin auf der ITF-Tour zurückblicken.
Auf der WTA Tour 2015 ging sie beim Miami Open in Key Biscayne mit einer Wildcard an den Start; in der dritten Runde unterlag sie dort der späteren Viertelfinalistin Karolína Plíšková in zwei Sätzen. Daraufhin erhielt sie auch für das Premier-Mandatory-Turnier in Madrid eine Wildcard für die Qualifikation, bei dem sie auf Anhieb das Hauptfeld erreichte, in Runde eins jedoch gegen Sara Errani beim Stande von 0:3 verletzungsbedingt aufgeben musste. Im Juni desselben Jahres gewann sie ihren ersten Titel bei einem ITF-Turnier der $25.000-Kategorie in Denain. Bei ihrem ersten Grand-Slam-Auftritt bei den Damen bei den US Open schied sie in der zweiten Runde der Qualifikation aus.
Danach stagnierten die Leistungen Badosas, die sich mit dem Übergang von der ITF- zur WTA Tour schwer tat, über einen längeren Zeitraum. In Miami, Madrid und Mallorca, wo sie 2016 mit einer Wildcard ins Hauptfeld kam, verlor sie jeweils in der ersten Runde. Daneben häuften sich die Aufgaben aufgrund von Verletzungen. Erst 2017 kämpfte sie sich mit Siegen bei kleineren ITF-Turnieren in der Tennisweltrangliste wieder allmählich nach vorne. 2018 gelang ihr in Rabat als Qualifikantin nach mehr als drei Jahren wieder ein Sieg im Hauptfeld eines WTA-Turniers. Ihre erste Viertelfinalpartie auf der WTA-Tour gegen Aleksandra Krunić musste sie nach dem Verlust des ersten Satzes aber wegen physischer Probleme frühzeitig beenden. Im November errang sie nach fünf gewonnenen Dreisatzmatches beim ITF-Turnier der $60,000-Kategorie in Valencia ihren bislang größten Titel.
Bei den Australian Open 2019 qualifizierte sich Badosa erstmals für die Hauptrunde eines Grand-Slam-Turniers, doch scheiterte sie an der australischen Wildcard-Spielerin Kimberly Birrell in zwei Sätzen. Auch in Wimbledon und bei den US Open, dort aber als Lucky Loserin, schaffte sie den Sprung ins Hauptfeld, scheiterte aber jeweils in der ersten Runde. Ihr bestes Resultat auf der WTA Tour war das Erreichen des Halbfinals in Palermo, wo sie Kiki Bertens unterlag. Außerdem war die Spanierin weiterhin erfolgreich auf der ITF-Tour unterwegs. Allerdings gelang ihr dort bei fünf Endspielteilnahmen nur ein Titelgewinn. Dennoch konnte sie die WTA-Saison erstmals unter den Top 100 der Welt abschließen und sich somit für das Hauptfeld der Australian Open 2020 qualifizieren. Dort zog sie nach einem deutlichen Erfolg gegen Johanna Larsson zum ersten Mal in ihrer Karriere in die zweite Runde eines Grand Slams ein, in der sie von Petra Kvitová geschlagen wurde. Am Ende der Saison erreichte sie Platz 70 in der WTA-Weltrangliste.
Nach guten Leistungen in Charleston, wo sie einen Halbfinaleinzug sowie einen Sieg gegen die Weltranglistenerste Ashleigh Barty verbuchen konnte und in Madrid, wo sie ebenfalls ins Halbfinale einzog, erreichte sie im April 2021 erstmals eine Top-50-Platzierung in der Weltrangliste. Im Mai konnte sie in Belgrad ihr erstes Turnier auf WTA-Ebene gewinnen. Dabei zog sie ohne Satzverlust ins Finale ein, wo sie Ana Konjuh mit 6:2, 2:0 (verletzungsbedingte Aufgabe) besiegte. Bei den French Open erzielte sie mit einem Einzug ins Viertelfinale ihr bestes Ergebnis bei einem Grand-Slam-Turnier. Ihr bisher größter Erfolg gelang ihr am 17. Oktober 2021 mit dem Sieg beim WTA 1000-Turnier in Indian Wells. Dabei schlug sie mit Cori Gauff, Barbora Krejčíková, Angelique Kerber und Ons Jabeur vier Top-20-Spielerinnen, ehe sie im Finale Wiktoryja Asaranka mit 7:65, 2:6, 7:62 besiegte. Sie war die erste Spanierin, die dieses Turnier gewinnen konnte.

## Turniersiege
Einzel 
| Nr. | Datum              | Turnier                   | Kategorie     | Belag             | Finalgegnerin           | Ergebnis         |
| --- | ------------------ | ------------------------- | ------------- | ----------------- | ----------------------- | ---------------- |
| 1.  | 17. November 2013  | Sant Jordi                | ITF $10.000   | Hartplatz         | Lucia Cervera-Vazquez   | 7:5, 6:0         |
| 2.  | 5. Juli 2015       | Denain                    | ITF $25.000   | Sand              | Irina Ramialison        | 7:5, 6:0         |
| 3.  | 5. August 2017     | El Espinar                | ITF $25.000   | Hartplatz         | Ayla Aksu               | 6:2, 6:4         |
| 4.  | 4. Februar 2018    | Glasgow                   | ITF $25.000   | Hartplatz (Halle) | Maia Lumsden            | 2:6, 6:1, 6:3    |
| 5.  | 27. Mai 2018       | Les Franqueses del Vallès | ITF $25.000   | Hartplatz         | Margarita Gasparjan     | 6:4, 3:6, 6:2    |
| 6.  | 30. September 2018 | Valencia                  | ITF $60.000+H | Sand              | Aliona Bolsova Zadoinov | 6:1, 4:6, 6:2    |
| 7.  | 13. Oktober 2019   | Makinohara                | ITF W25       | Teppich           | Nagi Hanatani           | 7:5, 6:1         |
| 8.  | 22. Mai 2021       | Belgrad                   | WTA 250       | Sand              | Ana Konjuh              | 6:2, 2:0 Aufgabe |
| 9.  | 17. Oktober 2021   | Indian Wells              | WTA 1000      | Hartplatz         | Wiktoryja Asaranka      | 7:65, 2:6, 7:62  |
| 10. | 15. Januar 2022    | Sydney                    | WTA 500       | Hartplatz         | Barbora Krejčíková      | 6:3, 4:6, 7:64   |
| 11. | 4. August 2024     | Washington                | WTA 500       | Hartplatz         | Marie Bouzková          | 6:1, 4:6, 6:4    |

## Karrierestatistik und Turnierbilanz

### Einzel
Die letzte Aktualisierung erfolgte nach dem WTA-Turnier in Berlin 2025.
| Turnier                      | 2012             | 2013              | 2014              | 2015              | 2016             | 2017              | 2018              | 2019              | 2020              | 2021              | 2022              | 2023      | 2024      | 2025      | T / T       | S/N         | Sieg%       |
| ---------------------------- | ---------------- | ----------------- | ----------------- | ----------------- | ---------------- | ----------------- | ----------------- | ----------------- | ----------------- | ----------------- | ----------------- | --------- | --------- | --------- | ----------- | ----------- | ----------- |
| Australian Open              | –                | –                 | –                 | –                 | –                | –                 | –                 | 1                 | 2                 | 1                 | AF                | –         | 3         | HF        | 0 / 6       | 11:6        | 65 %        |
| French Open                  | –                | –                 | –                 | –                 | –                | –                 | –                 | Q1                | AF                | VF                | 3                 | –         | 3         | 3         | 0 / 5       | 13:5        | 72 %        |
| Wimbledon                    | –                | –                 | –                 | –                 | –                | –                 | Q1                | 1                 | n. a.             | AF                | AF                | 2         | AF        | 1         | 0 / 6       | 10:6        | 63 %        |
| US Open                      | –                | –                 | –                 | Q2                | –                | –                 | Q2                | 1                 | 1                 | 2                 | 2                 | –         | VF        |           | 0 / 5       | 6:5         | 55 %        |
| WTA Finals                   | –                | –                 | –                 | –                 | –                | –                 | –                 | –                 | n. a.             | HF                | –                 | –         | –         |           | 0 / 1       | 2:2         | 50 %        |
| Doha                         | –                | –                 | –                 | a. K.             | –                | a. K.             | –                 | a. K.             | –                 | a. K.             | AF                | a. K.     | 2         | 2         | 0 / 3       | 3:3         | 50 %        |
| Dubai                        | andere Kategorie | andere Kategorie  | andere Kategorie  | –                 | a. K.            | –                 | a. K.             | –                 | a. K.             | –                 | a. K.             | 1         | 1         | AF        | 0 / 3       | 2:3         | 40 %        |
| Indian Wells                 | –                | –                 | –                 | –                 | –                | –                 | –                 | Q1                | n. a.             | S                 | HF                | 3         | –         | –         | 1 / 3       | 11:2        | 85 %        |
| Miami                        | –                | –                 | –                 | 3                 | 1                | 1                 | –                 | Q1                | n. a.             | 2                 | VF                | 3         | 2         | AF        | 0 / 8       | 10:7        | 59 %        |
| Madrid                       | –                | –                 | –                 | 1                 | 1                | Q1                | Q1                | –                 | n. a.             | HF                | 2                 | AF        | 1         | –         | 0 / 6       | 7:6         | 54 %        |
| Rom                          | –                | –                 | –                 | –                 | –                | –                 | –                 | –                 | –                 | –                 | AF                | VF        | AF        | –         | 0 / 3       | 8:3         | 73 %        |
| Kanada                       | –                | –                 | –                 | –                 | –                | –                 | –                 | –                 | n. a.             | 2                 | 2                 | –         | 2         |           | 0 / 3       | 2:3         | 40 %        |
| Cincinnati                   | –                | –                 | –                 | –                 | –                | –                 | –                 | –                 | –                 | VF                | 2                 | –         | HF        |           | 0 / 3       | 7:3         | 70 %        |
| Guadalajara                  | n. a. bzw. a. K. | n. a. bzw. a. K.  | n. a. bzw. a. K.  | n. a. bzw. a. K.  | n. a. bzw. a. K. | n. a. bzw. a. K.  | n. a. bzw. a. K.  | n. a. bzw. a. K.  | n. a. bzw. a. K.  | n. a. bzw. a. K.  | 2                 | –         | a. K.     | a. K.     | 0 / 1       | 0:1         | 0 %         |
| Peking                       | –                | –                 | –                 | –                 | –                | –                 | –                 | Q1                | nicht ausgetragen | nicht ausgetragen | nicht ausgetragen | –         | HF        |           | 0 / 1       | 4:1         | 80 %        |
| Olympische Spiele            | –                | nicht ausgetragen | nicht ausgetragen | nicht ausgetragen | –                | nicht ausgetragen | nicht ausgetragen | nicht ausgetragen | nicht ausgetragen | VF                | n. a.             | n. a.     | –         | n. a.     | 0 / 1       | 3:1         | 75 %        |
| Billie Jean King Cup         | –                | –                 | –                 | –                 | –                | –                 | –                 | –                 | –                 | –                 | RR                | –         | 1         |           | 0 / 2       | 1:2         | 33 %        |
| Statistik                    | Statistik        | Statistik         | Statistik         | Statistik         | Statistik        | Statistik         | Statistik         | Statistik         | Statistik         | Statistik         | Statistik         | Statistik | Statistik | Statistik | S/N         | S/N         | Sieg%       |
| Turnierteilnahmen            | 4                | 12                | 9                 | 13                | 14               | 24                | 24                | 32                | 9                 | 18                | 23                | 10        | 20        | 11        | Gesamt: 223 | Gesamt: 223 | Gesamt: 223 |
| Erreichte Finals             | 0                | 1                 | 1                 | 1                 | 1                | 2                 | 4                 | 5                 | 0                 | 2                 | 1                 | 0         | 1         | 0         | Gesamt: 19  | Gesamt: 19  | Gesamt: 19  |
| Gewonnene Titel              | 0                | 1                 | 0                 | 1                 | 0                | 1                 | 3                 | 1                 | 0                 | 2                 | 1                 | 0         | 1         | 0         | Gesamt: 11  | Gesamt: 11  | Gesamt: 11  |
| Hartplatz-Siege/-Niederlagen | 1:1              | 13:3              | 15:6              | 9:9               | 0:1              | 12:6              | 19:7              | 24:17             | 8:7               | 23:12             | 21:15             | 5:4       | 26:12     | 12:7      | 188:107     | 188:107     | 64 %        |
| Sand-Siege/-Niederlagen      | 5:3              | 18:9              | 7:3               | 8:3               | 19:12            | 26:17             | 19:11             | 17:12             | 6:2               | 17:3              | 8:5               | 11:4      | 6:5       | 3:2       | 170:91      | 170:91      | 65 %        |
| Rasen-Siege/-Niederlagen     | 0:0              | 0:0               | 0:0               | 0:0               | 0:1              | 0:0               | 1:3               | 7:3               | 0:0               | 3:2               | 3:2               | 1:1       | 5:2       | 2:1       | 22:15       | 22:15       | 59 %        |
| Teppich-Siege/-Niederlagen   | 0:0              | 0:0               | 0:0               | 0:0               | 0:0              | 0:0               | 0:0               | 9:1               | 0:0               | 0:0               | 0:0               | 0:0       | 0:0       | 0:0       | 9:1         | 9:1         | 90 %        |
| Gesamt-Siege/-Niederlagen    | 6:4              | 31:12             | 22:9              | 17:12             | 19:14            | 38:23             | 39:21             | 57:33             | 14:9              | 43:17             | 32:22             | 17:9      | 37:19     | 17:10     | 389:214     | 389:214     | 65 %        |
| Sieg%                        | 60 %             | 72 %              | 71 %              | 59 %              | 58 %             | 62 %              | 65 %              | 63 %              | 61 %              | 72 %              | 59 %              | 65 %      | 66 %      | 63 %      | Gesamt:     | Gesamt:     | 65 %        |
| Jahresendposition            | –                | 678               | 366               | 220               | 314              | 247               | 143               | 97                | 70                | 8                 | 13                | 66        | 12        |           | N/A         | N/A         | N/A         |

Zeichenerklärung: S = Turniersieg; F, HF, VF, AF = Einzug ins Finale / Halbfinale / Viertelfinale / Achtelfinale; 1, 2, 3 = Ausscheiden in der 1. / 2. / 3. Hauptrunde; KF (kleines Finale) = unterlegen im Spiel um Platz drei; RR = Round Robin (Gruppenphase); n. a. = nicht ausgetragen; a. K. = andere Kategorie; PO (Play-off) = Auf- und Abstiegsrunde im Billie Jean King Cup; K1, K2, K3 = Teilnahme in der Kontinentalgruppe I, II, III im Billie Jean King Cup.
Anmerkung: Diese Statistik berücksichtigt alle Ergebnisse im Einzel bei ITF- und WTA-Turnieren. Als Quelle dient die ITF-Seite der Spielerin. Dargestellt sind nur WTA-Turniere der Kategorien Premier Mandatory und Premier 5 (2009–2020) bzw. die WTA-Turniere der Kategorie 1000 (seit 2021).

### Doppel
| Turnier         | 2020 | 2021 | Karriere |
| --------------- | ---- | ---- | -------- |
| Australian Open | —    | 2    | 2        |
| French Open     | 1    | 1    | 1        |
| Wimbledon       |      | 2    | 2        |
| US Open         | —    | —    | —        |

## Auszeichnungen
- WTA Comeback Player of the Year – 2024[6]

## Sonstiges
Bei der im Januar 2023 auf Netflix erschienenen Tennis-Doku Break Point war Badosa eine der Protagonisten und sprach dabei unter anderem über ihre Angstzustände und Depressionen.